# Fórmula 2 FIA 2009 - Ronda 6
A ronda em Oschersleben foi a 6ª da Temporada de Fórmula 2 FIA de 2009. Foi realizada a 5 e 6 de Setembro no circuito Motorsport Arena Oschersleben, em Oschersleben, Alemanha. A primeira corrida foi vencida por Andy Soucek, com Mirko Bortolotti e Kazim Vasiliauskas a completarem o pódio. A segunda corrida foi vencida por Mikhail Aleshin, with Andy Soucek e Julien Jousse nas restantes posições do pódio.

## Classificação

### Qualificação 1
| Pos | Piloto              | Tempo    |
| --- | ------------------- | -------- |
| 1   | Andy Soucek         | 1:20.402 |
| 2   | Mirko Bortolotti    | 1:20.789 |
| 3   | Robert Wickens      | 1:20.794 |
| 4   | Julien Jousse       | 1:20.862 |
| 5   | Miloš Pavlović      | 1:21.112 |
| 6   | Kazim Vasiliauskas  | 1:21.253 |
| 7   | Tobias Hegewald     | 1:21.297 |
| 8   | Carlos Iaconelli    | 1:21.335 |
| 9   | Alex Brundle        | 1:21.407 |
| 10  | Mikhail Aleshin     | 1:21.416 |
| 11  | Sebastian Hohenthal | 1:21.498 |
| 12  | Natacha Gachnang    | 1:21.498 |
| 13  | Nicola de Marco     | 1:21.512 |
| 14  | Philipp Eng         | 1:21.523 |
| 15  | Jack Clarke         | 1:21.572 |
| 16  | Jens Höing          | 1:21.650 |
| 17  | Edoardo Piscopo     | 1:21.690 |
| 18  | Jolyon Palmer       | 1:21.839 |
| 19  | Henri Karjalainen   | 1:21.908 |
| 20  | Jason Moore         | 1:22.007 |
| 21  | Armaan Ebrahim      | 1:22.054 |
| 22  | Ollie Hancock       | 1:22.440 |
| 23  | Tom Gladdis         | 1:22.908 |
| 24  | Pietro Gandolfi     | 1:23.872 |
| 25  | Germán Sánchez      | 1:24.338 |

### Qualificação 2
| Pos | Piloto              | Tempo    |
| --- | ------------------- | -------- |
| 1   | Mikhail Aleshin     | 1:16.947 |
| 2   | Julien Jousse       | 1:16.975 |
| 3   | Andy Soucek         | 1:17.108 |
| 4   | Mirko Bortolotti    | 1:17.207 |
| 5   | Robert Wickens      | 1:17.299 |
| 6   | Alex Brundle        | 1:17.398 |
| 7   | Nicola de Marco     | 1:17.423 |
| 8   | Tobias Hegewald     | 1:17.463 |
| 9   | Sebastian Hohenthal | 1:17.476 |
| 10  | Jason Moore         | 1:17.481 |
| 11  | Kazim Vasiliauskas  | 1:17.506 |
| 12  | Natacha Gachnang    | 1:17.512 |
| 13  | Jens Höing          | 1:17.637 |
| 14  | Edoardo Piscopo     | 1:17.664 |
| 15  | Carlos Iaconelli    | 1:17.692 |
| 16  | Henri Karjalainen   | 1:17.709 |
| 17  | Armaan Ebrahim      | 1:17.733 |
| 18  | Ollie Hancock       | 1:17.801 |
| 19  | Germán Sánchez      | 1:17.822 |
| 20  | Pietro Gandolfi     | 1:18.084 |
| 21  | Tom Gladdis         | 1:18.172 |
| 22  | Philipp Eng         | 1:18.247 |
| 23  | Iximarrauei         | 1:18.628 |
| 24  | Jolyon Palmer       | 1:19.754 |
| 25  | Jack Clarke         | 1:35.908 |

### Corrida 1
| 1                                                              | Andy Soucek         | 24 | 38:15.756  | 1  | 10 |
| 2                                                              | Mirko Bortolotti    | 24 | +6.466     | 2  | 8  |
| 3                                                              | Kazim Vasiliauskas  | 24 | +11.169    | 6  | 6  |
| 4                                                              | Carlos Iaconelli    | 24 | +17.794    | 8  | 5  |
| 5                                                              | Mikhail Aleshin     | 24 | +18.747    | 10 | 4  |
| 6                                                              | Nicola de Marco     | 24 | +19.217    | 13 | 3  |
| 7                                                              | Jack Clarke         | 24 | +28.770    | 15 | 2  |
| 8                                                              | Robert Wickens      | 24 | +29.351    | 3  | 1  |
| 9                                                              | Armaan Ebrahim      | 24 | +34.990    | 21 |    |
| 10                                                             | Ollie Hancock       | 24 | +37.245    | 22 |    |
| 11                                                             | Natacha Gachnang    | 24 | +37.626    | 12 |    |
| 12                                                             | Edoardo Piscopo     | 24 | +38.238    | 17 |    |
| 13                                                             | Henri Karjalainen   | 24 | +40.863    | 19 |    |
| 14                                                             | Jason Moore         | 24 | +45.933    | 20 |    |
| 15                                                             | Jolyon Palmer       | 24 | +46.433    | 18 |    |
| 16                                                             | Tom Gladdis         | 24 | +48.289    | 23 |    |
| 17                                                             | Sebastian Hohenthal | 22 | + 2 voltas | 11 |    |
| 18 (Ret)                                                       | Pietro Gandolfi     | 20 | + 4 voltas | 24 |    |
| 19 (Ret)                                                       | Alex Brundle        | 10 | DNF        | 9  |    |
| 20 (Ret)                                                       | Germán Sánchez      | 4  | DNF        | 25 |    |
| 21 (Ret)                                                       | Julien Jousse       | 0  | DNF        | 4  |    |
| 22 (Ret)                                                       | Tobias Hegewald     | 0  | DNF        | 7  |    |
| 23 (Ret)                                                       | Jens Höing          | 0  | DNF        | 16 |    |
| 24 (Ret)                                                       | Miloš Pavlović      | 0  | DNF        | 5  |    |
| 25 (Ret)                                                       | Philipp Eng         | 0  | DNF        | 14 |    |
| Volta mais rápida: Andy Soucek 1:21.449 (163.36kph) na volta 5 |                     |    |            |    |    |

### Corrida 2
| 1                                                                  | Mikhail Aleshin     | 18 | 24:50.757 | 1  | 10 |
| 2                                                                  | Andy Soucek         | 18 | +0.479    | 3  | 8  |
| 3                                                                  | Julien Jousse       | 18 | +1.061    | 2  | 6  |
| 4                                                                  | Robert Wickens      | 18 | +2.914    | 5  | 5  |
| 5                                                                  | Nicola de Marco     | 18 | +3.642    | 7  | 4  |
| 6                                                                  | Tobias Hegewald     | 18 | +4.427    | 8  | 3  |
| 7                                                                  | Kazim Vasiliauskas  | 18 | +5.381    | 11 | 2  |
| 8                                                                  | Edoardo Piscopo     | 18 | +13.290   | 14 | 1  |
| 9                                                                  | Sebastian Hohenthal | 18 | +15.193   | 9  |    |
| 10                                                                 | Carlos Iaconelli    | 18 | +17.116   | 15 |    |
| 11                                                                 | Alex Brundle        | 18 | +21.277   | 6  |    |
| 12                                                                 | Natacha Gachnang    | 18 | +22.307   | 12 |    |
| 13                                                                 | Armaan Ebrahim      | 18 | +23.396   | 17 |    |
| 14                                                                 | Jens Höing          | 18 | +31.229   | 13 |    |
| 15                                                                 | Henri Karjalainen   | 18 | +31.860   | 16 |    |
| 16                                                                 | Germán Sánchez      | 18 | +32.808   | 19 |    |
| 17                                                                 | Tom Gladdis         | 18 | +33.227   | 21 |    |
| 18                                                                 | Ollie Hancock       | 18 | +34.128   | 18 |    |
| 19                                                                 | Jolyon Palmer       | 18 | +34.739   | 24 |    |
| 20                                                                 | Jason Moore         | 18 | +35.142   | 10 |    |
| 21                                                                 | Miloš Pavlović      | 18 | +41.805   | 23 |    |
| 22                                                                 | Pietro Gandolfi     | 18 | +53.269   | 20 |    |
| 23 (Ret)                                                           | Mirko Bortolotti    | 15 | DNF       | 4  |    |
| 24 (Ret)                                                           | Jack Clarke         | 0  | DNF       | 25 |    |
| 25 (Ret)                                                           | Philipp Eng         | 0  | DNF       | 22 |    |
| Volta mais rápida: Miloš Pavlović 1:21.731 (162.79kph) na volta 15 |                     |    |           |    |    |

Nota: DNS: Não começou a corrida; DNF: Não acabou a corrida

## Tabela do campeonato após a ronda
Observe que somente as cinco primeiras posições estão incluídas na tabela.
Tabela do campeonato de pilotos
| Pos | Var     | Piloto           | Pontos |
| --- | ------- | ---------------- | ------ |
| 1   | Estável | Andy Soucek      | 79     |
| 2   | Aumento | Mikhail Aleshin  | 47     |
| 3   | Baixa   | Robert Wickens   | 45     |
| 4   | Baixa   | Julien Jousse    | 43     |
| 5   | Aumento | Mirko Bortolotti | 39     |